# St. Fidelis (Darmstadt)

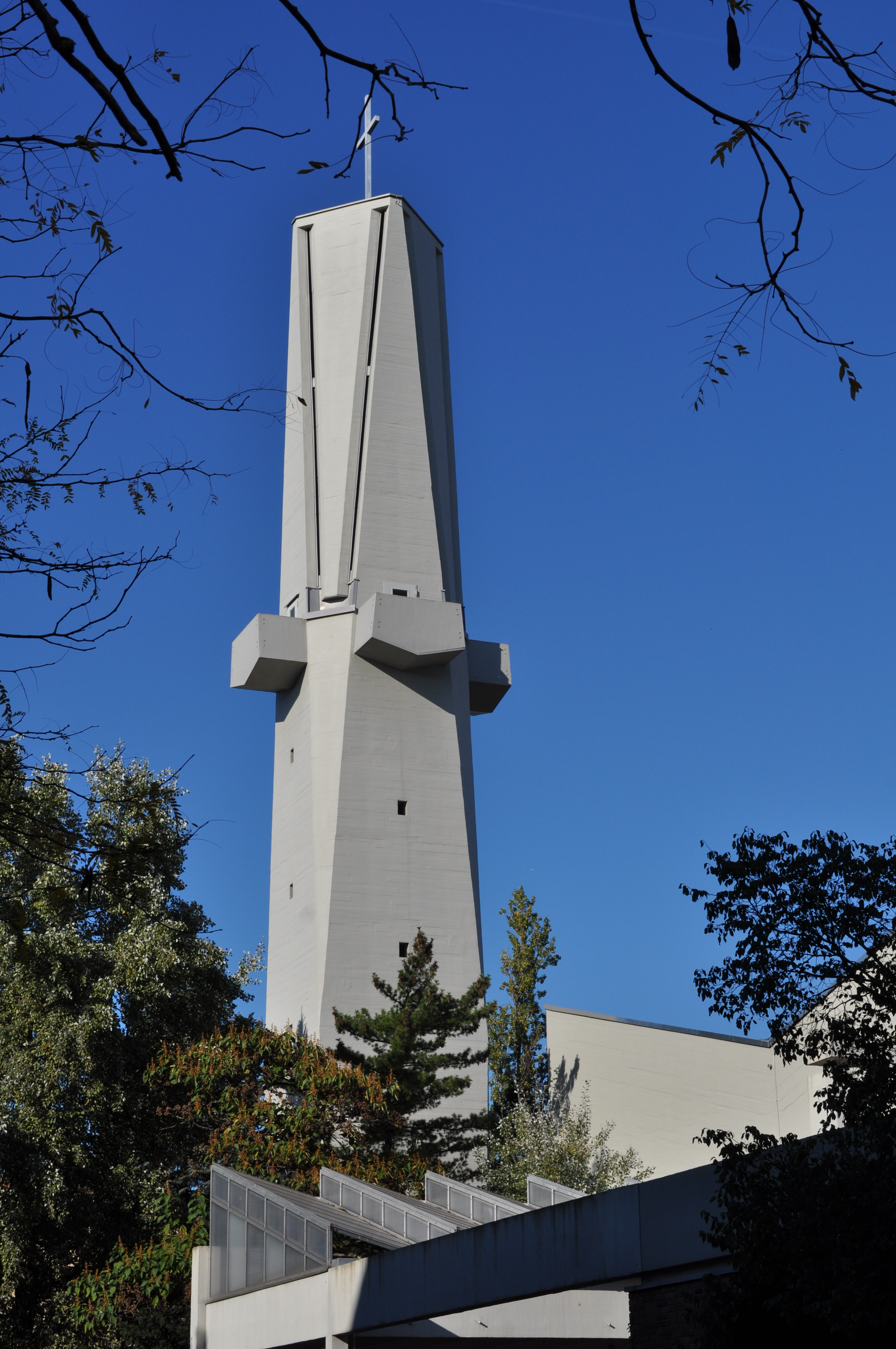
Darmstadt, St. Fidelis

Die römisch-katholische Kirche St. Fidelis liegt im Darmstädter Mornewegviertel. Das brutalistische Bauwerk wurde 1968 nach Plänen der Architekten Horst Römer und Helmut Baumgart fertiggestellt.

## Bauwerk

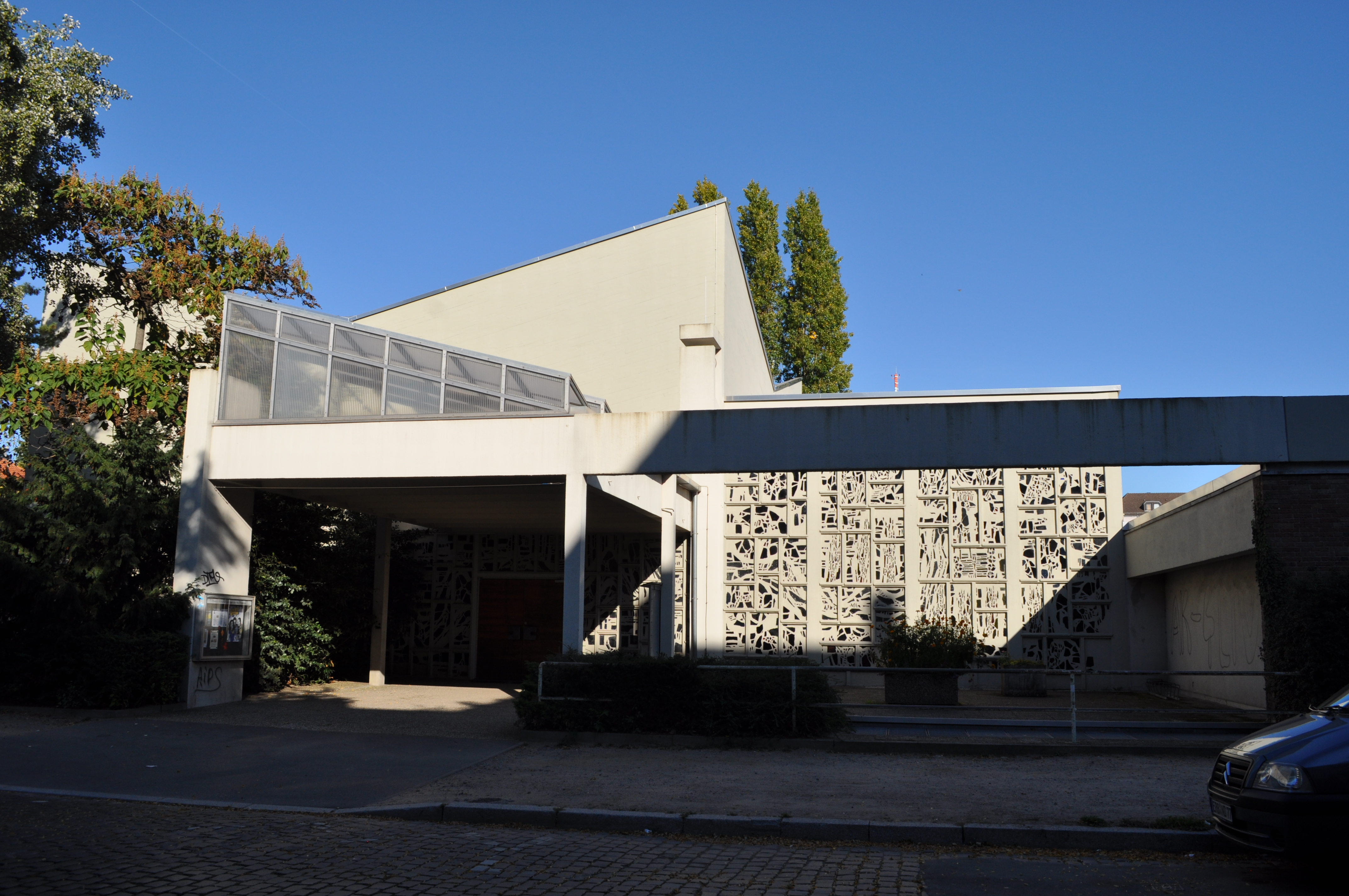
Darmstadt, St. Fidelis

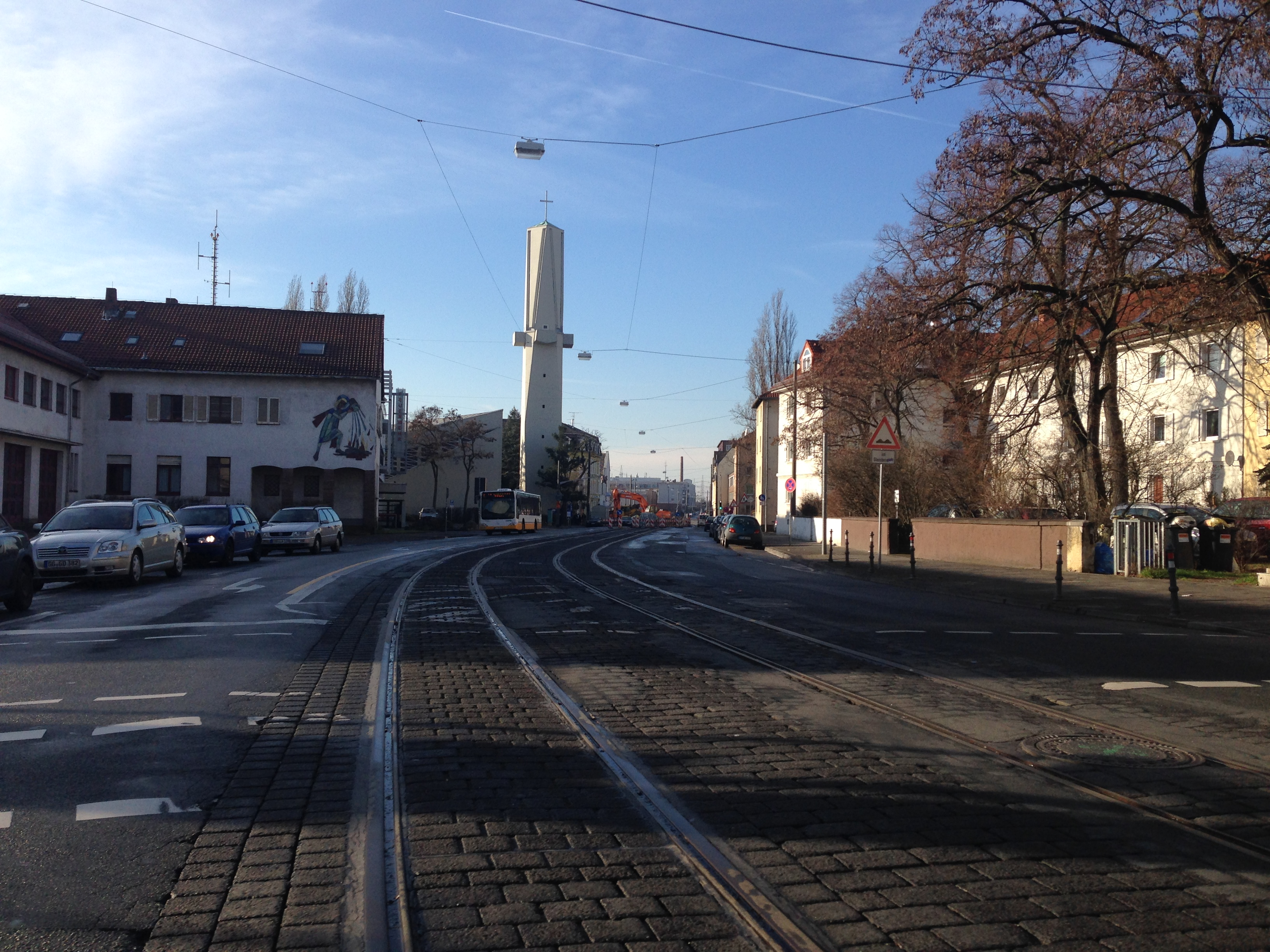
Darmstadt, St. Fidelis in der Bismarckstrasse

Die Kirche St. Fidelis erhebt sich auf einem Grundstück an der Ecke Bismarck-/Feldbergstraße. Über einem quadratischen Grundriss wird das Kirchenschiff von einem Faltdach überfangen. Die fast zeitgleich fertiggestellte Festeburgkirche in Frankfurt-Preungesheim, ebenfalls geplant vom Architektenduo Römer-Baumgart, weist formal viele Parallelen auf. Der betonplastisch ausgebildete Turm von St. Fidelis ist zur Bismarckstraße vorgerückt. An der Nordostecke ragt das Kirchenschiff empor und markiert zugleich den Altarraum im Inneren. Das Raumprogramm wird ergänzt um Taufhalle, Kapelle und Gemeindesaal. Zur Ausstattung trug der Mainzer Künstler Alois Plum mit Glasarbeiten bei.

## Geschichte
Die römisch-katholische Gemeinde wurde 1922 zur Kuratie erhoben. Mitte/Ende der 1920er Jahre errichtete man am heutigen Standort erste Bauten: (Unter-)Kirche und Pfarrhaus (1925) sowie Schwesternhaus, Altersheim und Kindergarten (1929). Nach den Zerstörungen des Zweiten Weltkriegs wurde ein Neubau geplant, für den man das Darmstädter Architekturbüro Horst Römer und Helmut Baumgart gewinnen konnte. Der Grundstein wurde 1966 gelegt, die Weihe konnte am 5. Oktober 1968 gefeiert werden.